# Медаль «За отвагу на пожаре» (МЧС)
Меда́ль «За отва́гу на пожа́ре» — ведомственная медаль МЧС России, учреждённая приказом МЧС России № 570 от 6 декабря 2002 года.

## Правила награждения
Согласно Положению медалью «За отвагу на пожаре» награждаются военнослужащие, сотрудники и работники Государственной противопожарной службы МЧС России, военнослужащие войск гражданской обороны и сотрудники МЧС России, а в отдельных случаях — другие граждане Российской Федерации, за:
- смелость и самоотверженность, проявленные при тушении пожаров, спасении людей и имущества от огня;
- умелое руководство боевой работой по тушению пожаров и спасению людей;
- отвагу, настойчивость и высокое профессиональное мастерство, проявленные в целях предотвращения взрыва или пожара.

## Описание медали
Медаль изготавливается из металла золотистого цвета, имеет форму круга диаметром 32 мм с выпуклым бортиком с обеих сторон. На лицевой стороне помещено изображение каски пожарного с перекрещенными топорами на лавровом венке. Над ними горизонтально в три строки помещена надпись «За отвагу на пожаре». Рисунок полностью повторяет рисунок медали «За отвагу на пожаре» Министерства внутренних дел России. На оборотной стороне медали рельефная надпись: в центре — в две строки: «МЧС РОССИИ», по кругу в нижней части — две лавровые ветви.
Медаль при помощи ушка и кольца соединяется с пятиугольной колодкой, обтянутой шёлковой муаровой лентой крапового цвета. По краю ленты нанесены полосы белого, синего и оранжевого цвета по 1 мм соответственно. Ширина ленты 24 мм.